# Floquet de neu (pel·lícula)
|  | Aquest article tracta sobre la pel·lícula d'animació. Si cerqueu el goril·la, vegeu «Floquet de Neu». |

Floquet de neu és una pel·lícula d'animació familiar catalana dirigida per Andrés G. Schaer el 2011 i protagonitzada pel goril·la albí Floquet de Neu i Elsa Pataky. La pel·lícula combina personatges d'animació amb personatges reals i fou produïda per Filmax per competir contra d'altres pel·lícules d'estil similar de procedència estatunidenca.

## Argument
L'any 1966, el jove goril·la albí Floquet de Neu és destinat al Zoo de Barcelona i genera una gran expectació i admiració per part de l'espècie humana, en ser l'únic goril·la blanc del món. En canvi, la relació amb els seus nous companys primats de cel·la no és bona per culpa del color del seu pelatge. Per guanyar-se la seva acceptació, Floquet de Neu emprèn una aventura a la recerca de la Bruixa del Nord per demanar-li que el converteixi en un goril·la amb un pelatge igual que la resta.
Al llarg de la pel·lícula es mostren localitzacions de Barcelona, com els edificis de Gaudí, el barri de Sarrià o el nucli antic.

## Repartiment
Compta amb actors de doblatge com Constantino Romero o Carlos Latre.

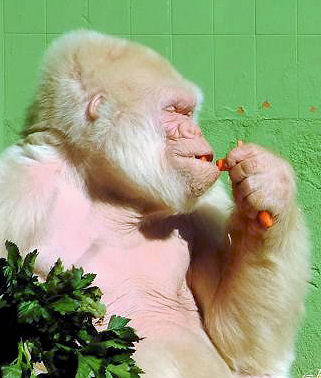
El Floquet de Neu el 2003

- Elsa Pataky: Bruixa del Nord
- Rosa Boladeras: Anna
- Pere Ponce: Luc de Sac
- Claudia Abate: Paula
- Joan Sullà: Leo
- Fèlix Pons Ferrer: Daniel
- Mercè Comes: àvia despistada

## Producció, distribució i recaptació
Floquet de neu fou coproduïda originalment en català per l'empresa cinematogràfica espanyola Filmax amb la col·laboració d'Utopia Global, Televisió de Catalunya (Corporació Catalana de Mitjans Audiovisuals) i MUF Animation. Rebé també el suport de l'Ajuntament de Barcelona, la Xunta de Galícia, Xacobeo 2010 i l'Institut Català de les Empreses Culturals. El seu cost fou de 5.500.000 €.
La pel·lícula es va poder veure en català a 64 sales de cinema d'arreu de Catalunya, en què el 2011 va rebre 37.158 espectadors i una recaptació de 232.255,80 €. Gràcies a l'acord entre la distribuïdora Filmax i l'exhibidora Ocine, la pel·lícula es projectà a València i va ser el primer film infantil que s'estrena en català al País Valencià. Escola Valenciana va promoure la pel·lícula a les escoles de la ciutat de València, de l'Horta Nord i de l'Horta Sud.
Posteriorment fou distribuïda per diverses plataformes digitals tals com Disney+, Amazon Prime Video, Rakuten TV —que hi van ometre l'idioma original (català) en totes o diverses ubicacions geogràfiques— i Filmin.

## Nominacions
- 2012: Premi Gaudí a la millor pel·lícula d'animació
- 2012: Premi Gaudí als millors efectes especials/digitals per David Martí, Montse Ribé, Ivan Valero, David Martinez, Bruno López i Oriol "Tarro" Tarrida